# Quercus chimaltenangana
Quercus chimaltenangana — вид рослин з родини букових (Fagaceae), поширений у Гватемалі. За іншими даними вважається синонімом Quercus crispipilis.

## Середовище проживання
Поширений у Гватемалі.